# Erik Thorsteinsen Toft
Erik Thorsteinsen Toft (født 14. november 1992) er en norsk håndboldspiller, der spiller for KIF Håndbold i Herrehåndboldligaen og Norges herrehåndboldlandshold.
Han fik slutrunde for Norge ved EM i herrehåndbold 2022 i Ungarn/Slovakiet.